# Амарал-Феррадор
Амарал-Феррадор (порт. Amaral Ferrador)  —  муниципалитет в Бразилии, входит в штат Риу-Гранди-ду-Сул. Составная часть мезорегиона Юго-восток штата Риу-Гранди-ду-Сул. Входит в экономико-статистический  микрорегион Серрас-ди-Судести. Население составляет 6254 человека на 2007 год. Занимает площадь 506,460 км². Плотность населения — 11,8 чел./км².

## История
Город основан 5 декабря 1988 года. 

## Статистика
- Валовой внутренний продукт на 2004 составляет PIBpm(2004): R$ mil 46.181 реалов (данные: Бразильский институт географии и статистики).
- Валовой внутренний продукт на душу населения на [[FEE/RS]] составляет PIB per capita (2004): R$ 8.175 реалов (данные: Бразильский институт географии и статистики).
- Индекс развития человеческого потенциала на 2000 составляет 0,727 (данные: Программа развития ООН).

## География
Климат местности: субтропический.